# Lista de episódios de Speechless
Speechless é uma sitcom de televisão estadunidense, criada por Scott Silveri, e estrelada por Minnie Driver e John Ross Bowie. Foi exibida na ABC de 21 de setembro de 2016 a 12 de abril de 2019. Em 13 de maio de 2016, uma primeira temporada com 22 episódios foi encomendada. Em 13 de dezembro de 2016, um episódio adicional foi encomendado, levando a temporada para um total de 23 episódios. Em 12 de maio de 2017, a ABC renovou a série para sua segunda temporada, que estreou em 27 de setembro de 2017. Em 11 de maio de 2018, a ABC renovou a série para sua terceira temporada. Em 10 de maio de 2019, a ABC cancelou a série após três temporadas.
Em 12 de abril de 2019, 63 episódios de "Speechless" foram ao ar, concluindo a terceira temporada e finalizando a série.

## Resumo
| Temporada | Temporada | Episódios | Data de estreia        | Data de encerramento |
| Temporada | Temporada | Episódios | Estreia de temporada   | Final de temporada   |
| --------- | --------- | --------- | ---------------------- | -------------------- |
|           | 1         | 23        | 21 de setembro de 2016 | 17 de maio de 2017   |
|           | 2         | 18        | 27 de setembro de 2017 | 21 de março de 2018  |
|           | 3         | 22        | 5 de outubro de 2018   | 12 de abril de 2019  |

## Episódios

### 1ª temporada (2016–17)
| No. geral | No. na série | Título                      | Dirigido por      | Escrito por                                               | Exibição                | Audiência (milhões) |
| --------- | ------------ | --------------------------- | ----------------- | --------------------------------------------------------- | ----------------------- | ------------------- |
| 1         | 1            | "P-i-Pilot"                 | Christine Gernon  | Scott Silveri                                             | 21 de setembro de 2016  | 7.38                |
| 2         | 2            | "N-e-New A-i-Aide"          | Christine Gernon  | Scott Silveri                                             | 28 de setembro de 2016  | 6.43                |
| 3         | 3            | "B-o-n-Bonfire"             | Bill Purple       | Danny Chun                                                | 5 de outubro de 2016    | 6.03                |
| 4         | 4            | "I-n-s-Inspirations"        | Christine Gernon  | Seth Kurland                                              | 12 de outubro de 2016   | 6.03                |
| 5         | 5            | "H-a-l-Halloween"           | Rob Cohen         | Niki Schwartz-Wright                                      | 26 de outubro de 2016   | 5.85                |
| 6         | 6            | "D-a-t-e-Date?"             | Phil Traill       | Daniel Chun & Mark Kunerth                                | 9 de novembro de 2016   | 5.64                |
| 7         | 7            | "T-h-a-Thanksgiving"        | Claire Scanlon    | Eric Lapidus                                              | 16 de novembro de 2016  | 5.72                |
| 8         | 8            | "R-a-y-c-Ray-Cation"        | Bill Purple       | Carrie Rosen & Seth Kurland                               | 30 de novembro de 2016  | 4.98                |
| 9         | 9            | "S-l-e-Sled Hockey"         | Ken Whittingham   | Elizabeth Beckwith & Ron McCants                          | 7 de dezembro de 2016   | 4.59                |
| 10        | 10           | "C-h-o-Choir"               | Christine Gernon  | Jeremy Bronson & Niki Schwartz-Wright                     | 14 de dezembro de 2016  | 5.46                |
| 11        | 11           | "R-o-Road T-r-Trip"         | Ben Lewin         | Dan Holden & Miriam Datskovsky                            | 4 de janeiro de 2017    | 5.75                |
| 12        | 12           | "H-e-r-Hero"                | Victor Nelli, Jr. | Carrie Rosen                                              | 11 de janeiro de 2017   | 5.93                |
| 13        | 13           | "S-i-Sick D-a-Day"          | Bill Purple       | Elizabeth Beckwith & Seth Kurland                         | 18 de janeiro de 2017   | 5.39                |
| 14        | 14           | "V-a-l-Valentine's D-a-Day" | Stuart McDonald   | Shana Goldberg-Meehan & Niki Schwartz-Wright              | 8 de fevereiro de 2017  | 5.54                |
| 15        | 15           | "T-h-The C-l-Club"          | Christine Gernon  | Danny Chun & Matt Roller                                  | 15 de fevereiro de 2017 | 5.64                |
| 16        | 16           | "O-s-Oscar P-a-Party"       | Christine Gernon  | Danny Chun & Scott Silveri                                | 22 de fevereiro de 2017 | 5.34                |
| 17        | 17           | "S-u-r-Surprise"            | Michael Weaver    | Dan Holden                                                | 8 de março de 2017      | 4.99                |
| 18        | 18           | "D-i-Ding"                  | Cherie Nowlan     | Matt Roller                                               | 15 de março de 2017     | 4.63                |
| 19        | 19           | "C-h-Cheater!"              | Michael Weaver    | Ron McCants                                               | 5 de abril de 2017      | 4.75                |
| 20        | 20           | "R-u-n-Runaway"             | Claire Scanlon    | Marl Kunerth                                              | 26 de abril de 2017     | 4.45                |
| 21        | 21           | "P-r-Prom"                  | Bill Purple       | História por: Eric LapidusRoteiro por: Elizabeth Beckwith | 3 de maio de 2017       | 4.41                |
| 22        | 22           | "M-a-May-Jay"               | Geeta Patel       | Miriam Datskovsky & Bryan Keefer                          | 10 de maio de 2017      | 4.28                |
| 23        | 23           | "C-a-Camp"                  | Christine Gernon  | Matt Roller & Danny Chun                                  | 17 de maio de 2017      | 4.52                |

### 2ª temporada (2017–18)
| No. geral | No. na série | Título                                 | Dirigido por      | Escrito por                                                             | Exibição                | Audiência (milhões) |
| --------- | ------------ | -------------------------------------- | ----------------- | ----------------------------------------------------------------------- | ----------------------- | ------------------- |
| 24        | 1            | "W-e-We're B-a-Back!"                  | Christine Gernon  | Scott Silveri                                                           | 27 de setembro de 2017  | 5.03                |
| 25        | 2            | "F-i-First S-e-Second F-First Day"     | Rob Cohen         | Danny Chun                                                              | 4 de outubro de 2017    | 4.55                |
| 26        | 3            | "J-J's D-r-Dream"                      | Christine Gernon  | Seth Kurland                                                            | 11 de outubro de 2017   | 4.32                |
| 27        | 4            | "T-r-Training D-a-Day"                 | Bill Purple       | Carrie Rosen                                                            | 18 de outubro de 2017   | 4.36                |
| 28        | 5            | "N-i-Nightmares on D-i-Dimeo S-Street" | Christine Gernon  | Matt Roller                                                             | 25 de outubro de 2017   | 4.16                |
| 29        | 6            | "S-h-Shipping"                         | Jay Chandrasekhar | Niki Schwartz-Wright                                                    | 1 de novembro de 2017   | 3.86                |
| 30        | 7            | "B-r-i-British I-n-v-Invasion"         | Bill Purple       | Tim Doyle                                                               | 15 de novembro de 2017  | 4.41                |
| 31        | 8            | "B-i-Bikini U-n-University"            | Erin O'Malley     | Danny Chun                                                              | 29 de novembro de 2017  | 4.20                |
| 32        | 9            | "S-t-Star W-Wars"                      | Stuart McDonald   | História por: Danny ChunRoteiro por: Matt Roller & Seth Kurland         | 6 de dezembro de 2017   | 4.25                |
| 33        | 10           | "S-i-Silent Night"                     | Christine Gernon  | História por: Danny ChunRoteiro por: Shana Goldberg-Meehan & Dan Holden | 13 de dezembro de 2017  | 4.56                |
| 34        | 11           | "N-e-New Y-Year's E-Eve"               | Ken Whittingham   | História por: Scott SilveriRoteiro por: Danny Chun & Matt Roller        | 3 de janeiro de 2018    | 4.37                |
| 35        | 12           | "The H-u-s-Hustle"                     | Rob Cohen         | História por: Seth KurlandRoteiro por: Carrie Rosen & Rosie Borchert    | 10 de janeiro de 2018   | 4.44                |
| 36        | 13           | "D-i-Dimeo A-c-Academy"                | Tristram Shapeero | Danny Chun & Matt Roller                                                | 17 de janeiro de 2018   | 4.81                |
| 37        | 14           | "E-i-Eighteen"                         | Christine Gernon  | Dan Holden                                                              | 28 de fevereiro de 2018 | 4.11                |
| 38        | 15           | "U-n-Unforgettable P-a-Pain"           | Anya Adams        | Elizabeth Beckwith                                                      | 7 de março de 2018      | 4.44                |
| 39        | 16           | "One A-n-Angry M-Maya"                 | Bill Purple       | Carrie Rosen & Zach Anner                                               | 14 de março de 2018     | 3.94                |
| 40        | 17           | "A-c-Action"                           | Rob Cohen         | Danny Chun & Matt Roller                                                | 14 de março de 2018     | 3.55                |
| 41        | 18           | "N-o-Nominee"                          | Christine Gernon  | Scott Silveri & Danny Chun & Matt Roller                                | 21 de março de 2018     | 4.60                |

### 3ª temporada (2018–19)
| No. geral | No. na série | Título                       | Dirigido por      | Escrito por                                                      | Exibição                | Audiência (milhões) |
| --------- | ------------ | ---------------------------- | ----------------- | ---------------------------------------------------------------- | ----------------------- | ------------------- |
| 42        | 1            | "L-o-n-London: Part 1"       | Christine Gernon  | História por: Seth KurlandRoteiro por: Scott Silveri             | 5 de outubro de 2018    | 2.43                |
| 43        | 2            | "L-o-n-London: Part 2"       | Christine Gernon  | História por: Matt RollerRoteiro por: Danny Chun                 | 12 de outubro de 2018   | 2.26                |
| 44        | 3            | "I-n-Into the W-o-Woods"     | Tristam Shapeero  | Matt Roller                                                      | 19 de outubro de 2018   | 2.30                |
| 45        | 4            | "N-e-New J.J."               | Bill Purple       | Carrie Rosen                                                     | 2 de novembro de 2018   | 2.43                |
| 46        | 5            | "S-t-Stage Mom"              | Bill Purple       | História por: Scott SilveriRoteiro por: Danny Chun               | 9 de novembro de 2018   | 2.40                |
| 47        | 6            | "C-e-Celebrity S-u-Suite"    | Christine Gernon  | Seth Kurland                                                     | 16 de novembro de 2018  | 2.60                |
| 48        | 7            | "F-o-Follow T-h-r-Through"   | Bill Purple       | Elizabeth Beckwith & Dan Holden                                  | 7 de dezembro de 2018   | 2.02                |
| 49        | 8            | "J-i-Jingle T-h-Thon"        | Rob Cohen         | Greg Gallant                                                     | 14 de dezembro de 2018  | 2.08                |
| 50        | 9            | "J-a-Javier's P-a-Pants"     | Bill Purple       | Joshua Corey & Brian Kratz                                       | 4 de janeiro de 2019    | 2.52                |
| 51        | 10           | "R-o-Roll M-o-Model"         | Christine Gernon  | História por: Matt RollerRoteiro por: Joshua Corey & Brian Kratz | 11 de janeiro de 2019   | 2.43                |
| 52        | 11           | "H-Hey, You"                 | Molly McGlynn     | História por: Rosie BorchertRoteiro por: Carrie Rosen            | 18 de janeiro de 2019   | 2.58                |
| 53        | 12           | "O-Our M-a-g-Mageddon"       | Christine Gernon  | História por: Seth KurlandRoteiro por: Matt Roller               | 25 de janeiro de 2019   | 2.55                |
| 54        | 13           | "F-a-Fashion 4 A-All"        | Anya Adams        | Danny Chun & Greg Gallant                                        | 1 de fevereiro de 2019  | 2.37                |
| 55        | 14           | "J-i-Jimmy V-a-l-Valentine"  | Bill Purple       | Elizabeth Beckwith                                               | 15 de fevereiro de 2019 | 2.35                |
| 56        | 15           | "G-a-Game N-i-Night"         | Anya Adams        | Seth Kurland & Eric Wojtanik                                     | 22 de fevereiro de 2019 | 2.25                |
| 57        | 16           | "W-h-Wheelchair P-l-Planet"  | Christine Gernon  | História por: Scott SilveriRoteiro por: Matt Roller              | 1 de março de 2019      | 2.12                |
| 58        | 17           | "S-p-Special B-Boy T-i-Time" | Rob Cohen         | Broti Gupta                                                      | 8 de março de 2019      | 2.24                |
| 59        | 18           | "S-e-Seoul B-r-Brothers"     | Bill Purple       | Danny Chun                                                       | 15 de março de 2019     | 2.20                |
| 60        | 19           | "P-r-o-m-p-Promposal"        | Anya Adams        | Dan Holden                                                       | 22 de março de 2019     | 2.40                |
| 61        | 20           | "On the R-o-Road A-g-Again"  | Jay Chandrasekhar | Matt Roller & Carrie Rosen                                       | 29 de março de 2019     | 2.05                |
| 62        | 21           | "The S-t-a-Staircase"        | Danny Chun        | Zach Anner & Greg Gallant                                        | 5 de abril de 2019      | 2.28                |
| 63        | 22           | "U-n-r– Unrealistic"         | Bill Purple       | Scott Silveri and Matt Roller                                    | 12 de abril de 2019     | 2.31                |